# Lambreta (futebol)
Lambreta (português brasileiro) ou cabrito (português europeu) (também chamada de carretilha ou chapéu-mexicano no Brasil; lambretta ou bicicletta na Itália; rainbow nos EUA; Ardiles flick no Reino Unido; arco iris na Espanha; Jay-Jay Okocha na Alemanha e coup du sombrero na França) é uma finta usada no futebol, na qual o jogador faz passar a bola em arco por cima da cabeça do adversário utilizando os dois pés.
O truque é geralmente realizado enquanto se corre para a frente com a bola, e é feito ao rolar a bola pela parte de trás de uma perna com o outro pé, antes de erguer o pé que está parado para impulsionar a bola para a frente e sobre a cabeça.

## História
Esse truque é uma impressionante demonstração de habilidade, às vezes visto no futebol de rua ou no futsal. Raramente é usado no futebol profissional moderno, pois tem uma taxa de sucesso relativamente baixa, mas jogadores com alta confiança e habilidade podem tentar usá-lo de vez em quando como uma finta, para driblar jogadores adversários. Tem sido usado por jogadores importantes como Jay-Jay Okocha ou Neymar. 
Foi executado pela primeira vez em 1968, pelo jogador de futebol brasileiro Alexandre de Carvalho "Kaneco". Diz-se que foi inventado por Vito Chimenti, um jogador atacante italiano que jogou no Palermo, e afirma-se que a lambreta realizada no famoso filme Fuga para a Vitória (1981) foi inspirada nele. Foi realizado na Copa do Mundo da FIFA de 2002, quando İlhan Mansız, da Turquia, num movimento descrito como "sombrero" de "habilidade extraordinária", levantou a bola por cima da sua própria cabeça e da cabeça do lateral-esquerdo do Brasil, Roberto Carlos, forçando Carlos a cometer uma falta. Às vezes, o uso de truques, como a lambreta, é tido como exibicionista e desrespeitoso para com a equipa adversária. Em março de 2008, o jogador do Sheffield Wednesday, Franck Songo'o, tentou o truque, com um relatório de jogo mencionando que o árbitro "rapidamente interrompeu o jogo enquanto [os jogadores adversários] se amontoavam ameaçando linchá-lo".
A lambreta aparece numa famosa cena do filme de 1981 Fuga para a Vitória, quando a finta é usada pelo personagem interpretado por Osvaldo Ardiles, o que deu origem ao nome Ardiles flick (toque de Ardiles). Uma crítica descreveu-a assim: "o ponto alto dos efeitos especiais de todos os tempos é quando Osvaldo Ardiles levanta a bola por cima da cabeça".
O truque também foi apresentado em jogos de computador de futebol, incluindo o FIFA 08, onde é descrito como "um dos movimentos de futebol mais famosos". O astro brasileiro Neymar é um notável praticante da lambreta no futebol moderno. Falcão, célebre jogador de futsal, também é conhecido por utilizá-la.